# Sofia Sakorafa
Sofia Sakorafa (gr. Σοφία Σακοράφα; ur. 29 kwietnia 1957 w Trikali) – grecka lekkoatletka, specjalizująca się w rzucie oszczepem, nauczycielka i polityk, posłanka do Parlamentu Hellenów, posłanka do Parlamentu Europejskiego VIII kadencji.

## Życiorys

### Kariera sportowa
Sofia Sakorafa dwukrotnie startowała na igrzyskach olimpijskich – w 1976 w Montrealu oraz w 1980 w Moskwie. W obu występach nie oddała żadnego ważnego rzutu, odpadając w eliminacjach. W 1982 zdobyła brązowy medal mistrzostw Europy. Dwa razy podczas swojej kariery stawała na podium igrzysk śródziemnomorskich. W 1982, 1983 i 1986 triumfowała w mistrzostwach krajów bałkańskich. Reprezentantka kraju w zawodach pucharu Europy. Była złotą medalistką mistrzostw Grecji. 26 września 1982 ustanowiła w Chanii nowy rekord świata, uzyskując wynik 74,20 m. Rezultat ten był do zmiany środka ciężkości oszczepu w 1999 rekordem Grecji (łącznie Sofia Sakorafa dwudziestokrotnie ustanawiała rekordy kraju, począwszy od 41,32 m w 1972).
W 2004 otrzymała obywatelstwo Autonomii Palestyńskiej, planując wystąpić w jej barwach podczas igrzysk olimpijskich w Atenach. 28 czerwca wystartowała na zawodach w Chanii, gdzie osiągnęła wynik 47,23 m (rekord Palestyny). Ostatecznie Sofia Sakorafa nie wzięła jednak udziału w igrzyskach.

### Działalność zawodowa i polityczna
Uzyskała uprawnienia nauczyciela wychowania fizycznego. Zaangażowała się w działalność polityczną w ramach Panhelleńskiego Ruchu Socjalistycznego. W 1993 dołączyła do komitetu centralnego partii, była specjalnym doradcą wiceministra ds. sportu oraz sekretarzem partii ds. sportu. W 1994 została wybrana na radną miejską w Atenach, a w 1998 i w 2002 na radną miejscowości Amarusion.
W 2000 uzyskała mandat posłanki do Parlamentu Hellenów 10. kadencji. Ponownie wybierana w 2007 i w 2009 na 12. i 13. kadencję. W trakcie tej ostatniej została wykluczona z frakcji deputowanych PASOK-u, przystępując następnie do Syrizy. Z listy tej ostatniej uzyskiwała reelekcję w kolejnych wyborach z maja i czerwca 2012. W 2014 została wybrana do Europarlamentu VIII kadencji. W 2015 opuściła swoje ugrupowanie.
W PE zasiadała do końca kadencji. Dołączyła w międzyczasie do ugrupowania MeRA25, z jego ramienia w 2019 ponownie wybrana do Parlamentu Hellenów.